# Болиак, Цезарь
Цезарь Болиак (рум. Cezar Bolliac; 23 марта 1813, Бухарест — 25 февраля 1881, Бухарест) — румынский поэт, публицист и археолог.

## Биография
Цезарь Болиак родился 23 марта 1813 года в городе Бухаресте.
Рано, под влиянием своего учителя Иона Элиаде-Рэдулеску, посвятив себя литературе, Болиак сделался поэтом обездоленного крестьянства. Стихотворения первых лет его творчества были изданы в 1835 году в Бухаресте под заглавием «Оды, сатиры и народные легенды».
Болиаком было положено также начало румынскому национальному театру. Его «Матильда» (1836) была первая драма, написанная и сыгранная на румынском языке.
В последующие годы Болиак принимает горячее участие в политических движениях, направленных против русского влияния в Румынии, издаёт журнал «Любопытный» и «Политические сатиры», за которые неоднократно подвергается тюремному заключению. Полная превратностей политическая карьера Болиака не останавливает его поэтическую деятельность, которая всецело проникнута его политическими и националистическими идеями.
В 1842 году выходят его «Думы», в 1847 году «Новые стихотворения», а в 1852 он издал в Париже сборник патриотических песен «Nationale», где помещена его историческая поэма «Дамнул Теодор Владимиреску» (о руководителе Валашского восстания 1821 года Владимиреску).
В 1848 году во время революции 1848 года в Дунайских княжествах Цезарь Болиак содействует падению последнего господаря Валахии Георге Бибеско (1804—1873) и назначается временным правительством префектом румынской столицы.
Сбежав из заключения после введения старого органического регламента, он стал издавать в Трансильвании журнал «Изгнанник». Затем, живя попеременно в Париже и Константинополе, Болиак написал ряд исторических и археологических работ о Румынии, среди которых «Румынская республика» (географическое и топографическое описание всех румынских земель); «Археологическое путешествие по Румынии» и «Старинные дако-римские одеяния и монеты» (1860).
Возвратившись в 1857 на родину, Цезарь Болиак, неоднократно избранный членом палаты депутатов, продолжал защищать словом и пером свои узконационалистические стремления, будучи одинаково врагом русских, немцев и евреев.
Цезарь Болиак умер 25 февраля 1881 года в родном городе.